# Sarah Paddy Jones
Sarah Patricia Jones (nacida el 1 de julio de 1934) es una bailarina de salsa británica, conocida principalmente por ganar el programa Tú sí que vales junto con su pareja de baile Nico en 2009. En 2014, Paddy y Nico compitieron en la octava edición de Britain’s Got Talent, donde acabaron novenos.
Es además la actual poseedora del Récord Guinness de ‘Bailarina de Salsa de Acrobacia más Mayor’.

## Primeros años y personal
Paddy nació en Stourbridge, Inglaterra, Reino Unido. Comenzó a bailar con danza clásica cuando tenía apenas 2 años y, cuando tenía 15, comenzó a ir a clases de otras disciplinas de la danza.Más tarde, a los 22, se casó con su marido David y tuvieron 4 hijos. Se mudaron a Gandía, España en 2001, cuando se jubiló su marido. Pero este murió por leucemia dos años después.
Tras la muerte de su marido, Paddy decidió tomar clases de flamenco en la academia de baile de Nicolás “Nico” Espinosa, donde aprendió a bailar salsa y formó el dúo de baile de salsa “Son del Timbal” con Nico, quien es 40 años menor que ella.

## Vida profesional

### Tú sí que vales
Paddy y Nico entraron al talent show español Tú sí que vales, ganando el 2 de diciembre de 2009. Además, ganaron 10 000 € y Paddy se introdujo en el marco famoso global tras ser comparada con Susan Boyle. [cita requerida]

### Separación
Tras el éxito internacional, la pareja compitió en Bailando 2010 (la versión argentina de Bailando con las estrellas ). Desde que fueron elimidados en Showmatch (en la ronda 11), la relación entre los miembros se volvió más tensa. Nico decidió que era hora de seguir adelante, cerrando su bar en Gandía, donde Paddy vivía, y se mudó lejos de la zona.
Desde entonces, Nico ha vuelto a Gandía y la pareja ha vuelto a actuar en congresos de salsa por el mundo.

### Britain’s Got Talent
En 2014, la pareja concursó en la octava edición de Britain’s Got Talent. Su audición fue emitida en ITV en Reino Unido el 12 de abril. Al final de la audición, la jurado Amanda Holden utilizó su ‘pase de oro’, mandando a la pareja directamente a las semifinales. Simón Cowell había pulsado el botón rojo, pero luego se disculpó por haberlo hecho tan pronto. El 29 de mayo fue reportado que Paddy y Nico se tenían que retirar del concurso tras la ruptura de una costilla de Paddy durante los ensayos. Amanda Holden expresó su decepción: «Desde la primera vez que vi a Paddy bailar, me enamoré de ella. […] Y de verdad creo que podría haber ganado el show.»
De todas formas, al día siguiente se anunció que Paddy y Nico sí iban a competir en el concurso. Tras mejorar la salud de Paddy desde la lesión, los doctores la dieron el visto bueno. Paddy dijo que había hablado con los productores de que estaba «lo suficiente bien como para bailar», comentando «Britain’s Got Talent es algo que tengo muchas ganas de hacer». Paddy y Nico pasaron a la final el 31 de mayo tras pasar las semifinales con 3 votos favorables de los jurados. La pareja bailó una nueva coreografía en la final en directo, el 7 de junio de 2014, quedando novenos al final.
En 2015, participaron bajo el nombre “Paddy & Nicko” en la edición alemana del show (“Das Supertalent”). Llegaron a la final el 12 de diciembre del mismo año y acabaron novenos de doce candidatura.
En 2019, Paddy y Nico fueron invitados a competir en Britain’s Got Talent: The Champions, donde concursas las mejores y más icónicas actuaciones del formato. Llegaron hasta la final tras recibir el ‘pase de oro’ del juez David Williams. Fueron eliminados en las finales.
En 2020, fueron invitados a la segunda temporada de America’s Got Talent: The Champions, la versión americana del concurso. Fueron eliminados también. 

### La France a un incroyable talent
En noviembre de 2016, Paddy y Nico concursaron en la versión francesa de Got Talent (‘La France a un incroyable talent’). La pareja acabó como semifinalista.

### Teleton Chile 2017
En diciembre de 2017, Paddy & Nico fueron invitados a participar en la etapa tardía del Teletón chileno 2017.

### Festival de Sanremo 2018
En febrero de 2018, Paddy fue una invitada especial en la 68.ª edición del Festival de Música de Sanremo, Italia, bailando para tres de las cinco tardes del evento la canción "Una vita in vacanza" de la banda Lo Stato Sociale.

### Got Talent España
En octubre de 2021, Paddy y Nico concursaron la séptima edición de Got Talent España, obteniendo 3 síes en su audición, pasando a la siguiente fase. 

## Televisión
| Año  | Espectáculo                                       | Role        | Resultado     |
| ---- | ------------------------------------------------- | ----------- | ------------- |
| 2009 | Tú sí que vales                                   | Concursante | Ganador       |
| 2014 | Britain’s Got Talent (temporada 8)                | Concursante | Finalista     |
| 2015 | Das supertalent                                   | Concursante | Finalista     |
| 2016 | La France a un incroyable talent                  | Concursante | Semifinalista |
| 2017 | Teletón Chile                                     | Partícipe   |               |
| 2018 | Festival de Sanremo                               | Invitado    |               |
| 2019 | Britain’s Got Talent: The Champions               | Concursante | Finalista     |
| 2020 | America’s Got Talent: The Champions (temporada 2) | Concursante | Eliminada     |
| 2021 | Got Talent España                                 | Concursante | Eliminada     |